# Miguel Ángel Vidal
Miguel Ángel Vidal (Buenos Aires, 17 agosto 1934 – Buenos Aires, 26 maggio 2023) è stato un calciatore argentino, di ruolo difensore..

## Palmarès

### Club

#### Competizioni nazionali
- Primera B Nacional: 1

Argentinos Juniors: 1955

### Nazionale
- Taça das Nações: 1

1964